# Plácido Navas
Plácido Navas Rica. Político republicano español. Propietario de una cerería en la calle Paloma 2, de la ciudad de Burgos.
Resultó elegido concejal del Ayuntamiento de Burgos en las elecciones de mayo de 1895 (6 concejales republicanos, 4 conservadores, 3 silvelistas, 3 fusionistas de Cuesta, 2 fusionistas de Acosta y 2 independientes).   
Con Plácido Navas, los concejales republicanos elegidos en mayo de 1895 fueron Francisco Aparicio Mendoza, Bruno Castrillo, Amadeo Fournier, Gregorio Rodríguez y Federico Zamorano. 
Fue presidente del Círculo de la Unión en 1892 y miembro del Círculo Republicano de Burgos, en 1913, con Rafael Álvarez y Agustín Vicario.
En el resto de la provincia de Burgos existía en el mismo año de 1913 el Comité Republicano de Torresandino, al frente del que estaba Celestino Gutiérrez.